# Copa de Campeones de Santiago 1925
La Copa de Campeones de Santiago 1925 fue una competición que consistió en la definición del mejor equipo de Santiago de 1925 de entre los campeones de las principales asociaciones de fútbol de la capital. Fue disputado entre el equipo campeón de la División de Honor de la Liga Metropolitana, Colo-Colo, y los campeones de la Copa República y la Copa Chile de la Asociación de Football de Santiago, Brigada Central y Unión Deportiva Española, respectivamente.

## Desarrollo
|  | Semifinal       | Semifinal |  |  | Final          | Final | Final |
|  |                 |           |  |  |                |       |       |
|  |                 |           |  |  |                |       |       |
|  | Colo-Colo       | 7         |  |  |                |       |       |
|  | Brigada Central | 4         |  |  |                |       |       |
|  |                 |           |  |  |                |       |       |
|  |                 |           |  |  | Colo-Colo      | 2     |       |
|  |                 |           |  |  | U. D. Española | 0     |       |
|  |                 |           |  |  |                |       |       |

### Semifinal
| 13 de diciembre de 1925 | Colo-Colo                          | 7:4 | Brigada Central | Estadio Policial, Santiago                                 |                                                            |
| | - Contreras - Moreno - D. Arellano |     | - Carrasco      | Asistencia: 2500 espectadores Árbitro(s): Eduardo Huidobro | Asistencia: 2500 espectadores Árbitro(s): Eduardo Huidobro |
| Partido suspendido a los 88 minutos luego de que Brigada Central considerara que Colo-Colo cometió un foul con mala intención. Colo-Colo clasificado a la final. |                                    |     |                 |                                                            |                                                            |

### Final
La final entre Colo-Colo y Unión Deportiva Española se disputó el 27 de diciembre en el Estadio Santa Laura, ante 5000 a 10 000 espectadores. Sin embargo, a los 65 minutos de juego, la contienda fue suspendida por el árbitro Juan Francisco Jiménez debido a que la hinchada de Unión Deportiva Española invadió la cancha en protesta por la validación del segundo gol colocolino, considerado antirreglamentario.
|       | POR   | Eduardo Cataldo    |  |
|       | DEF   | Absalón Bascuñán   |  |
|       | DEF   | Togo Bascuñán      |  |
|       | MED   | Francisco Arellano |  |
|       | MED   | Guillermo Cáceres  |  |
|       | MED   | Juan Quiñones      |  |
|       | DEL   | Clemente Acuña     |  |
|       | DEL   | Humberto Moreno    |  |
|       | DEL   | Luis Contreras     |  |
|       | DEL   | David Arellano     |  |
|       | DEL   | Rubén Arroyo       |  |
| D. T. | D. T. | David Arellano     |  |

|       | POR | Juan Bautista Lapiedra |  |
|       | DEF | Vicuña                 |  |
|       | DEF | Vives                  |  |
|       | MED | Vásquez                |  |
|       | MED | Waldo Sanhueza         |  |
|       | MED | Iturrieta              |  |
|       | DEL | Juan Legarreta         |  |
|       | DEL | Sándoval               |  |
|       | DEL | Sánchez                |  |
|       | DEL | Figueroa               |  |
|       | DEL | Gerardo Mediavilla     |  |
| D. T. |     |                        |  |

| Anotado · Anotado | Luis Contreras | 1-0 2-0 |

| Principal | Francisco Jiménez |

|       | POR   | Eduardo Cataldo    |  |
|       | DEF   | Absalón Bascuñán   |  |
|       | DEF   | Togo Bascuñán      |  |
|       | MED   | Francisco Arellano |  |
|       | MED   | Guillermo Cáceres  |  |
|       | MED   | Juan Quiñones      |  |
|       | DEL   | Clemente Acuña     |  |
|       | DEL   | Humberto Moreno    |  |
|       | DEL   | Luis Contreras     |  |
|       | DEL   | David Arellano     |  |
|       | DEL   | Rubén Arroyo       |  |
| D. T. | D. T. | David Arellano     |  |

|       | POR | Juan Bautista Lapiedra |  |
|       | DEF | Vicuña                 |  |
|       | DEF | Vives                  |  |
|       | MED | Vásquez                |  |
|       | MED | Waldo Sanhueza         |  |
|       | MED | Iturrieta              |  |
|       | DEL | Juan Legarreta         |  |
|       | DEL | Sándoval               |  |
|       | DEL | Sánchez                |  |
|       | DEL | Figueroa               |  |
|       | DEL | Gerardo Mediavilla     |  |
| D. T. |     |                        |  |

| Anotado · Anotado | Luis Contreras | 1-0 2-0 |

| Principal | Francisco Jiménez |

|       | POR   | Eduardo Cataldo    |  |
|       | DEF   | Absalón Bascuñán   |  |
|       | DEF   | Togo Bascuñán      |  |
|       | MED   | Francisco Arellano |  |
|       | MED   | Guillermo Cáceres  |  |
|       | MED   | Juan Quiñones      |  |
|       | DEL   | Clemente Acuña     |  |
|       | DEL   | Humberto Moreno    |  |
|       | DEL   | Luis Contreras     |  |
|       | DEL   | David Arellano     |  |
|       | DEL   | Rubén Arroyo       |  |
| D. T. | D. T. | David Arellano     |  |

|       | POR | Juan Bautista Lapiedra |  |
|       | DEF | Vicuña                 |  |
|       | DEF | Vives                  |  |
|       | MED | Vásquez                |  |
|       | MED | Waldo Sanhueza         |  |
|       | MED | Iturrieta              |  |
|       | DEL | Juan Legarreta         |  |
|       | DEL | Sándoval               |  |
|       | DEL | Sánchez                |  |
|       | DEL | Figueroa               |  |
|       | DEL | Gerardo Mediavilla     |  |
| D. T. |     |                        |  |

| Anotado · Anotado | Luis Contreras | 1-0 2-0 |

| Principal | Francisco Jiménez |

|       | POR   | Eduardo Cataldo    |  |
|       | DEF   | Absalón Bascuñán   |  |
|       | DEF   | Togo Bascuñán      |  |
|       | MED   | Francisco Arellano |  |
|       | MED   | Guillermo Cáceres  |  |
|       | MED   | Juan Quiñones      |  |
|       | DEL   | Clemente Acuña     |  |
|       | DEL   | Humberto Moreno    |  |
|       | DEL   | Luis Contreras     |  |
|       | DEL   | David Arellano     |  |
|       | DEL   | Rubén Arroyo       |  |
| D. T. | D. T. | David Arellano     |  |

|       | POR | Juan Bautista Lapiedra |  |
|       | DEF | Vicuña                 |  |
|       | DEF | Vives                  |  |
|       | MED | Vásquez                |  |
|       | MED | Waldo Sanhueza         |  |
|       | MED | Iturrieta              |  |
|       | DEL | Juan Legarreta         |  |
|       | DEL | Sándoval               |  |
|       | DEL | Sánchez                |  |
|       | DEL | Figueroa               |  |
|       | DEL | Gerardo Mediavilla     |  |
| D. T. |     |                        |  |

| Anotado · Anotado | Luis Contreras | 1-0 2-0 |

| Principal | Francisco Jiménez |

|                   |
| Campeón Colo-Colo |
| 1.er título       |